# Am Horn 55
Das denkmalgeschützte Wohnhaus Am Horn 55 wurde im barockisierenden Stil der Reformarchitektur errichtet und befindet sich in Weimar in unmittelbarer Nähe zum Park an der Ilm.

## Architektur und Geschichte
Das zweigeschossige Wohnhaus entstand 1911/12 nach Plänen des Architekten und Bauunternehmers Alfred Müller. Es ist ein verputzter Backsteinbau mit einem ziegelgedeckten Mansarddach mit Gauben und Zwerchhäusern. Das zum Hang hin ausgerichtete Souterrain ist durch Bossensteine von den darüberliegenden verputzten Geschossen abgesetzt. Hervorstechend ist der polygonale Risalit, der zugleich das Treppenhaus ist, sowie der seitlich davon gelegene Eingang, der über eine Freitreppe zu erreichen ist. Dieser Bereich wiederum ist durch seine Gestaltung von dem übrigen Gebäude abgesetzt. Die an einem rankenartigen Ornament  befindlichen Figuren sind bekleidet. Die Eingangstür wird durch zwei Sandsteinreliefs mit Kinderfiguren flankiert. Der Bau ist um die Breite des Vorgartens von der Straßenflucht zurückgesetzt.
In diesem Gebäude wohnte der evangelische Theologe und Archivar Rudolf Herrmann (1875–1952). Heute befindet sich darin das Atelier G - Gudrun Illert.